# اسوتلانا اشکولینا
اسوتلانا اشکولینا (روسی: Светлана Владимировна Школина؛ زادهٔ ۹ مارس ۱۹۸۶) ورزشکار پرش ارتفاع اهل روسیه است.
وی در حالی که در بازی‌های المپیک تابستانی ۲۰۱۲ موفق به کسب مدال برنز پرش ارتفاع شده بود با مثبت اعلام شدن دوپینگش این مدال از وی پس گرفته شد.